# Qanat
I qanāt (in arabo قنات‎? o in persiano كاريز‎, kārīz) sono un sistema di trasporto idrico usati per fornire una fonte affidabile d'approvvigionamento d'acqua per insediamenti umani e per l'irrigazione in ambienti caldi e aridi. La tecnologia su cui sono basati fu sviluppata dapprima nell'antica Persia e quindi diffusa ad altre culture, in particolare lungo la via della seta: verso est, fino alla Cina, e verso ovest, fino ad altri territori del mondo islamico come il Marocco e la penisola iberica. Localmente sono noti come foggara (Libia ed Algeria), khettara (Marocco), kārīz o kārēz (Iran, Afghanistan, Pakistan, Asia centrale), falaj in Oman.

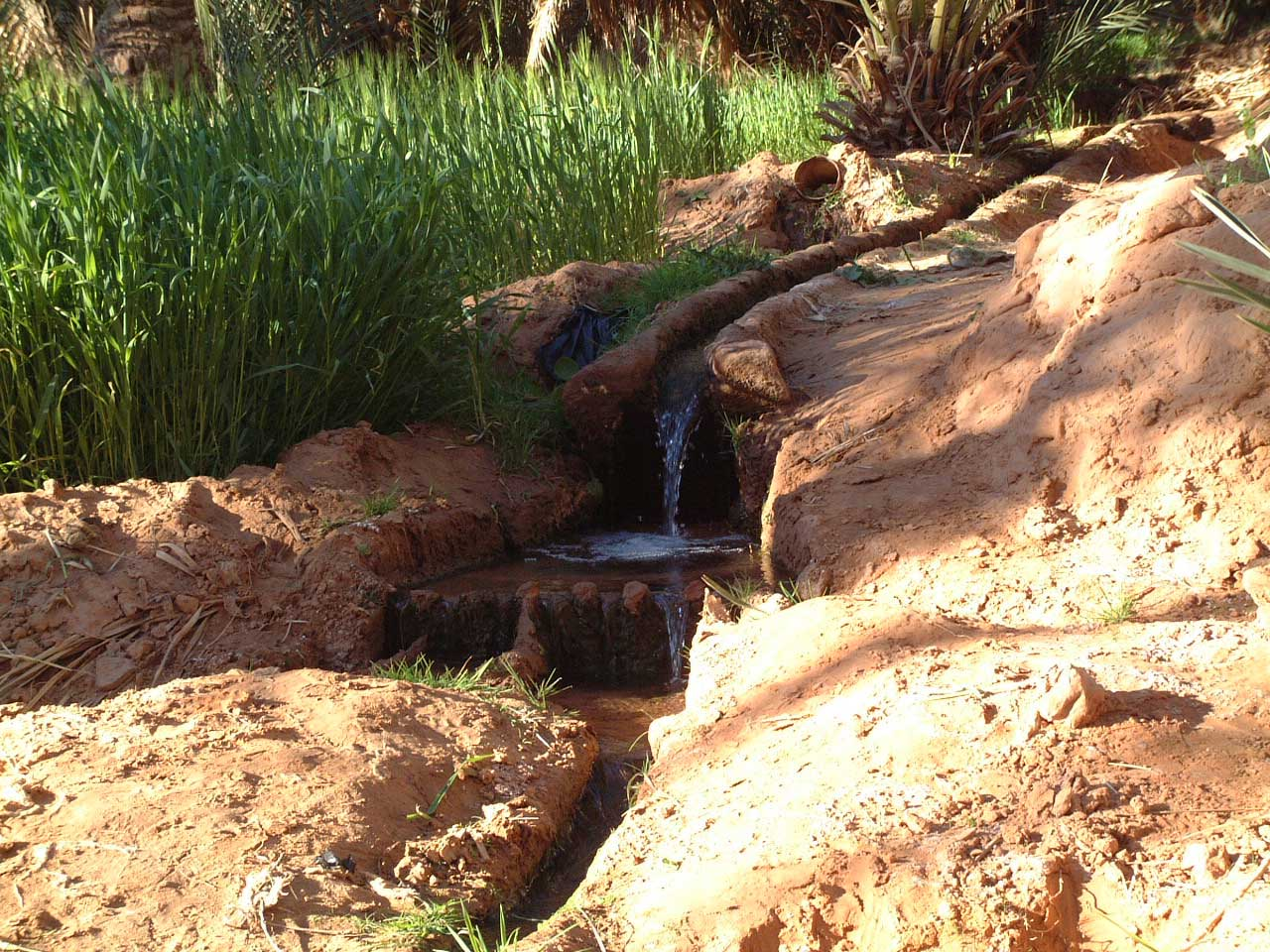
Uscita di una foggara in Libia.

## Tecnica costruttiva deiqanāt
I qanāt sono costituiti da una serie di cunicoli verticali simili a pozzi, collegati da un canale sotterraneo in lieve pendenza. Questa tecnica:
- attinge a una falda acquifera in maniera da trasportare efficientemente l'acqua in superficie senza necessità di pompaggio. L'acqua fluisce per effetto della gravità, poiché la destinazione è più bassa rispetto all'origine, che usualmente è una falda acquifera.
- Permette all'acqua di essere trasportata a grande distanza in zona dal clima caldo e secco senza perdere una grande quantità di acqua a causa dell'evaporazione.

## Costruzione
Tradizionalmente i qanāt sono costruiti da un gruppo di lavoratori esperti, chiamati muqannī, con l'appoggio di forza lavoro semplice. Questa professione è ben pagata ed è tipicamente ereditata dai figli.

### Preparativi
Il primo passo, critico, nella costruzione di un qanāt è l'identificazione di una fonte acquifera adatta. La ricerca comincia nel punto dove una conoide alluvionale incontra le pendici di montagne o colline; l'acqua è più abbondante ad altitudini elevate per via del sollevamento orografico e le operazioni di scavo nella conoide sono relativamente facili. I muqannī seguono la traccia delle principali vie d'acqua provenienti dalle montagne per identificare prove di acqua sotterranea, ad esempio vegetazione con radici particolarmente profonde e filtrazioni stagionali. Un pozzo è scavato per determinare l'esatta posizione della fonte sotterranea e per verificare che il flusso d'acqua sia tale da giustificare la costruzione del qanāt. Se i prerequisiti sono raggiunti, la rotta viene tracciata sul terreno.

### Scavo

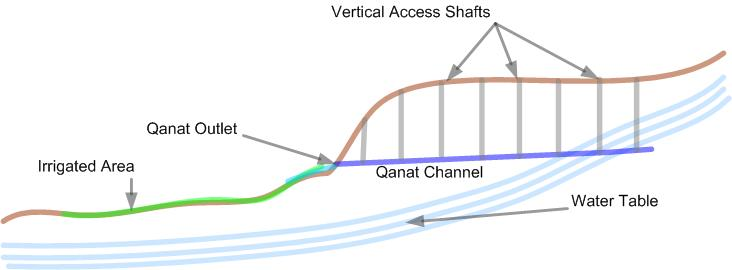
Schema per la costruzione di un qanāt.

La costruzione di un qanāt richiede usualmente la manodopera di almeno 3-4 muqannīs. Uno scava il qanāt, uno scava i pozzi verticali, uno rimuove il terreno scavato.

## Altre tipologie diqanāt

### Sistemi di distribuzione
I qanāt erano frequentemente suddivisi in una rete sotterranea di distribuzione di canali più piccoli denominati kārīz quando raggiungevano una città principale. Proprio come i qanāt, questi canali minori erano costruiti sottoterra per evitare qualsiasi tipo di contaminazione.

## Applicazioni pratiche deiqanāt

### Asia

#### Oman

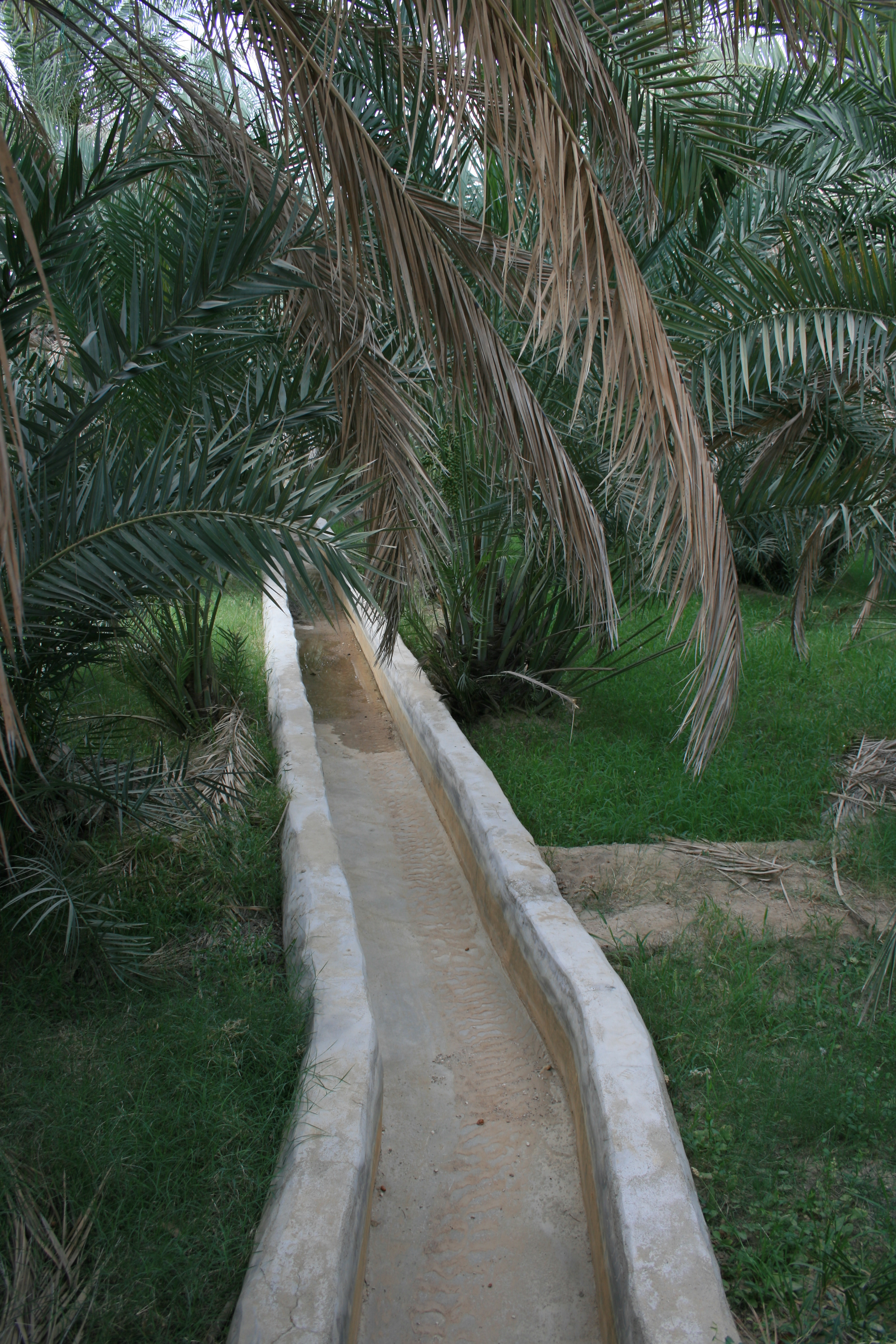
Un falaj ad Al Ain, negli Emirati Arabi Uniti

In Oman, i falaj sono sistemi idrici sotterranei utilizzati per l'irrigazione delle colture. Alcuni sono molto antichi e risalgono al II millennio a.C.. Sono diffusi i sistemi d'irrigazione Aflaj e cinque di essi sono anche patrimonio dell'umanità dell'UNESCO dal 2006.

#### Cina
Una delle oasi di Turpan nel deserto della Cina nord-occidentale usa dell'acqua fornita da un qanāt (chiamato kārīz). Turfan è stata a lungo il centro di una fertile oasi ed un importante crocevia lungo la rotta settentrionale della Via della seta, a quel tempo vicina ai regni di sud-occidentali di Korla e Karashahr. Le testimonianze storiche del sistema dei kārīz risale fino all'epoca della dinastia Han. Il numero dei kārīz che fanno parte dell'area è di circa 1.000 canali per una lunghezza totale di circa 5.000 kilometri di estensione.

### Europa

#### Spagna
Ci sono ancora molti esempi di gallerie o sistemi qanāt in Spagna, costruiti in zona dai musulmani che avevano occupato la penisola iberica nell'VIII secolo. Si possono visitare i qanāt di Turrillas in Andalusia.

#### Italia

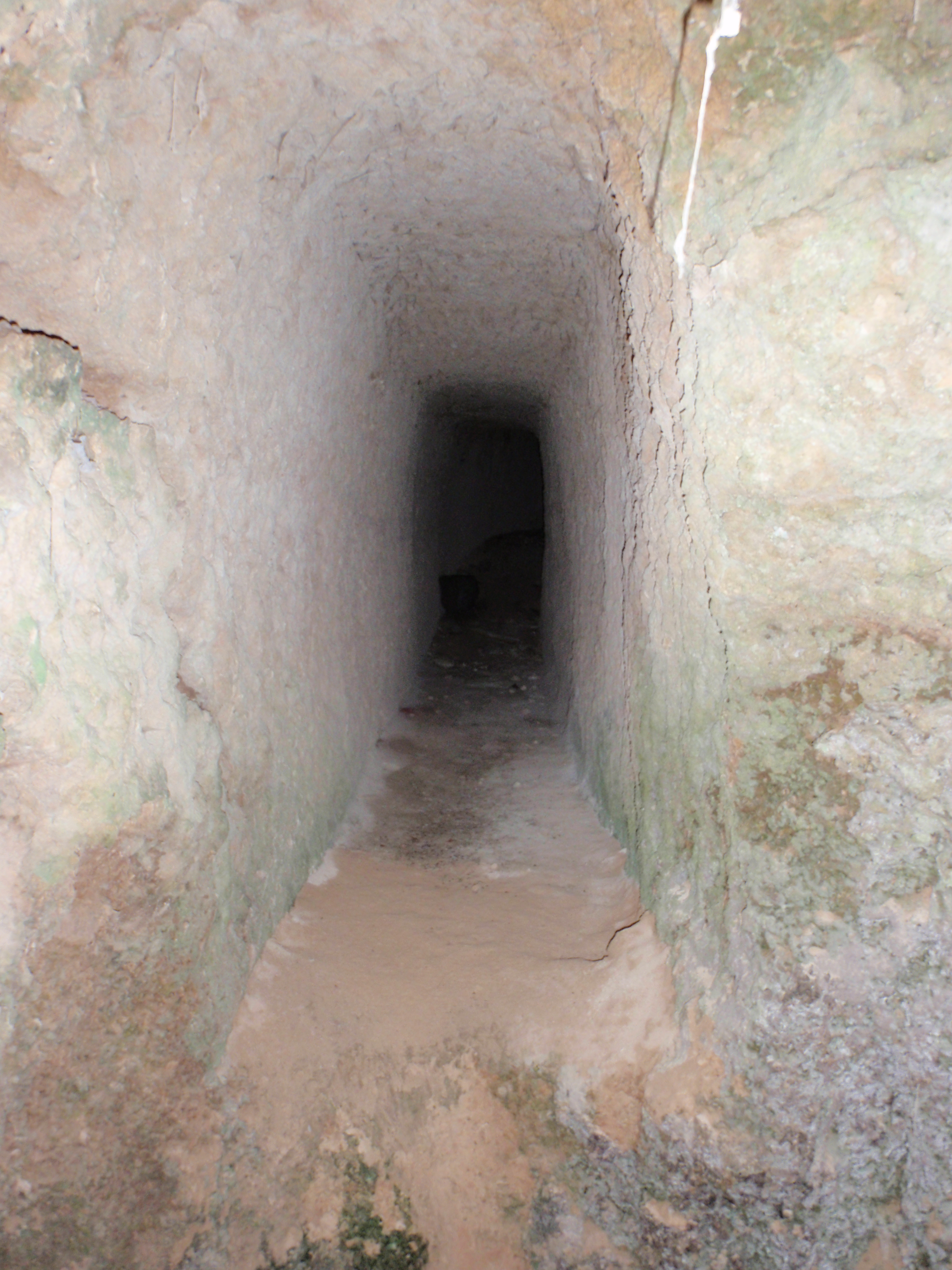
Qanat di Militello in Val di Catania

In Italia sono presenti qanāt in varie regioni del Centro e del Sud, tra cui l'Abruzzo, la Campania, la Calabria e con particolare concentrazione in Sicilia. 
I più celebri qanāt italiani e forse d’Europa sono i Qanat di Palermo. Di questi si conservano molte gallerie sotto la città antica, ancora oggi visitabili. Altre vie d'acqua sotterranee si trovano a Catania, a Messina, a Paternò (sotto la Collina storica), a Francofonte, a Siracusa e Licata (in queste località si tratta di canali di epoca greca riutilizzati in periodo islamico), a Noto, a Lentini, a Scordia (in prossimità del torrente Loddiero), a Militello in Val di Catania (sotto il colle del castello), a Licodia Eubea. La saja do' sarracinu nel territorio tra Paternò e Belpasso invece è un acquedotto interamente romano. 
È possibile esplorare anche il qanāt di Roccarainola, composto da un gran numero di cunicoli e gallerie. Molte fontane qanāt si trovano nel territorio di Atri, esistenti già nell'epoca pre-romana; è stato scoperto un qanāt in Abruzzo a Bisenti.
In Calabria il Club Alpino Italiano, che sta procedendo a un censimento dei qanāt calabresi e ha studiato i qanāt presenti nei Comuni di Anoia (RC) e Zungri (VV). Qanāt sono inoltre presenti nel territorio del comune di Cirò (KR) in località Attiva.

#### Germania
In Germania la tecnica del qanāt è stata utilizzata per la realizzazione del Tiergartentunnel (1468-1469) nel paese di Blankenheim.

#### Lussemburgo
Il qanat Raschpëtzer a Walferdange risale al periodo di occupazione romana della Gallia.

### America
Il qanāt in America può essere trovato nella regione di Atacama del Cile e a Pica, ed in Perù a Nazca.